# Поцило Музо (Авелино)
Поцило Музо је насеље у Италији у округу Авелино, региону Кампанија.
Према процени из 2011. у насељу је живело 35 становника. Насеље се налази на надморској висини од 473 м.